# Metzeral
Metzeral é uma comuna francesa na região administrativa de Grande Leste, no departamento Alto Reno. Estende-se por uma área de 30,62 km². Em 2010 a comuna tinha 1 064 habitantes (densidade: 34,7 hab./km²).